# Твердотопливный ракетный двигатель

Твердото́пливный раке́тный дви́гатель (или ракетный двигатель на твёрдом топливе, РДТТ) — ракетный двигатель, который использует в качестве топлива твёрдое горючее и окислитель.
Как правило такой двигатель применяется в ракетах (твердотопливных ракетах), либо в качестве ускорителей для крылатых ракет с ПВРД.

## История
Самые ранние сведения об использовании твердотопливных ракет (китайских пороховых ракет) относятся к XIII веку. Вплоть до XX века все ракеты использовали ту или иную форму твёрдого топлива, как правило на основе дымного пороха. В период между первой и второй мировыми войнами начинается принятие на вооружение лёгких твердотопливных ракет на основе различного нитроцеллюлозного топлива. После Второй Мировой войны началось бурное развитие ракетной техники как военного так и космического назначения.

## Достоинства и недостатки
Достоинствами твердотопливных ракет являются: относительная простота, отсутствие проблемы возможных утечек токсичного топлива, низкая пожароопасность, возможность долговременного хранения, надёжность.
Недостатками таких двигателей являются невысокий удельный импульс и относительные сложности с управлением тягой двигателя (дросселированием), его остановкой (отсечка тяги) и повторным запуском, по сравнению с ЖРД; как правило, больший уровень вибраций при работе, большое количество агрессивных веществ в выхлопе наиболее распространённых видов топлива с перхлоратом аммония.

## Применение

### Космонавтика

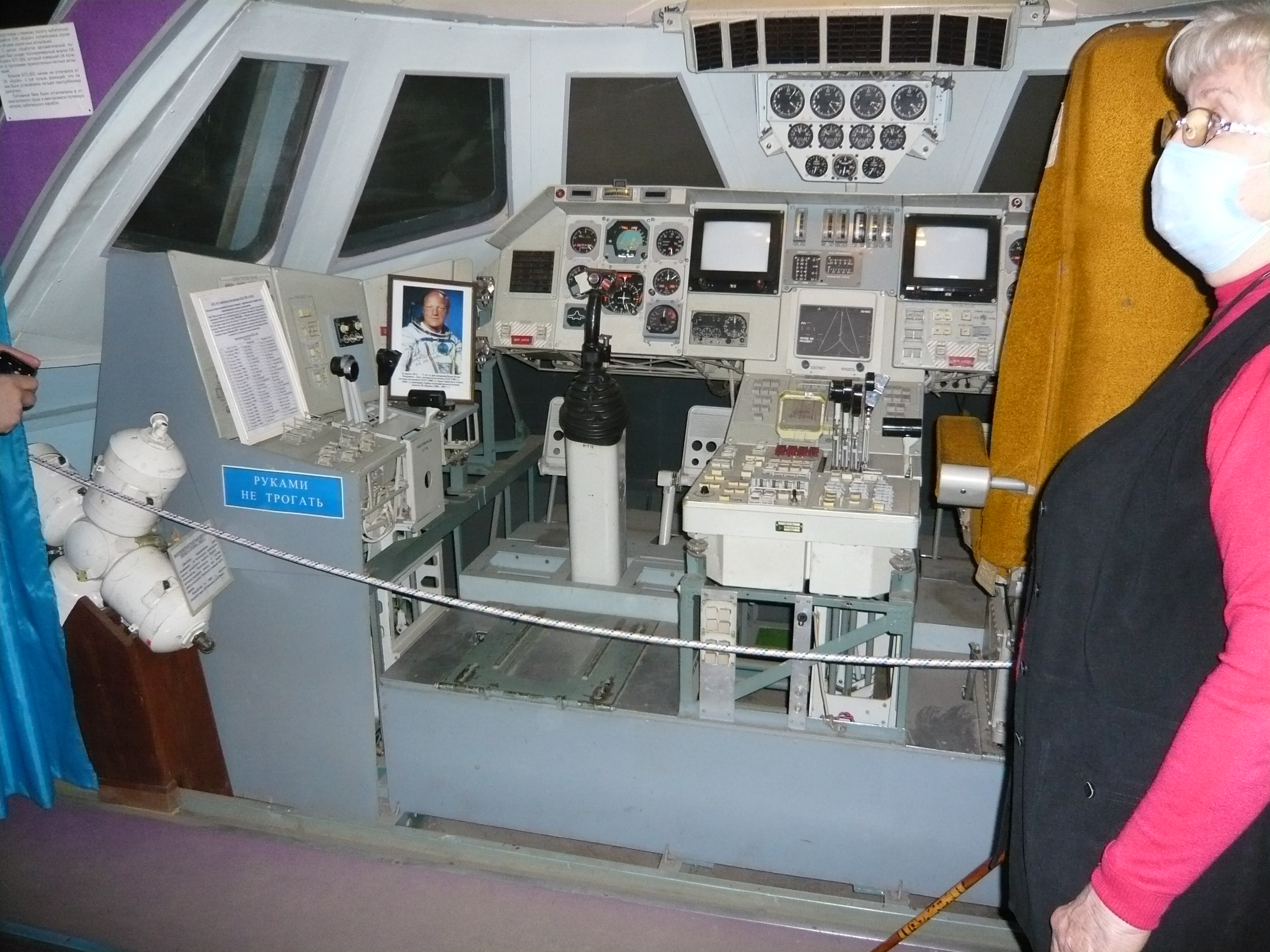
Многокамерный ракетный двигатель твёрдого топлива для катапультирования кресла с «Бурана» (слева)

Редко используются в советской и российской космонавтике (например, Старт (ракета-носитель)), однако широко применялись и применяются в ракетной технике других стран, например в США. В основном это элементы первой ступени (боковые ускорители):
- Боковой ускоритель МТКК Спейс шаттл и Space Launch System.
- Вторая ступень Наро-1 (Республика Корея), Антарес (США).
- Семейство твердотопливных ступеней Castor[англ.].
- Японская ракета SS-520.

### Метеорологические ракеты
- М-100
- ММР-06

### Боевые ракеты
Баллистические ракеты подводных лодок
- UGM-27 «Поларис» (1960)
- UGM-73 «Посейдон» (1970)
- UGM-96 «Трайдент» (1979)
- M1 (1972)
- M20 (1976)
- M45 (1996)
- M51
- Р-39 (1983)
- Р-30 «Булава»

Межконтинентальные баллистические ракеты
- LGM-30 «Минитмен» (1962)
- MX «Пискипер» (1986)
- РТ-23 УТТХ «Молодец» (1987)
- РТ-2ПМ «Тополь» (1982)
- РТ-2ПМ2 «Тополь-М» (1998)
- РС-24 «Ярс» (2009)
- РС-26 «Рубеж» (2017)

Противоракеты системы ПВО
- LIM-49A «Спартан»

ПЗРК
- Игла

Реактивные снаряды

Реактивные осветительные и сигнальные патроны

### В моделизме
В ракетомоделировании используется 2 типа двигателей на твёрдом топливе. Первые — на основе дымного пороха (в Америке такие двигатели имеются в свободной продаже). Но обычно используют расплав или смесь калийной селитры (или реже натриевой селитры) и углеводов (сахар, сорбит и декстроза) — это т. н. «карамель», она изготовляется самостоятельно. Ракетные двигатели обычно имеют сопло, но иногда делают и бессопловые двигатели. Их обычно изготовляют из картонных гильз для охотничьих ружей, в качестве сопла используется отверстие для капсюля.
В настоящее время существуют программы для расчёта характеристик таких двигателей. Наиболее популярная — «SRM» авторства Ричарда Накки (существует и русскоязычная версия).

## Топливо
- Гомогенные топлива. Представляют собой твёрдые растворы (обычно нитроцеллюлозы) в нелетучем растворителе (обычно в нитроглицерине). Применяются в небольших ракетах.
- Смесевые топлива. Это смесь твёрдых окислителя и горючего. Наиболее значимы:
  - Дымный порох. Исторически первое ракетное топливо. Состав: селитра, древесный уголь и сера.
  - Смесевые топлива на основе перхлората аммония (окислитель) и полимерного горючего. Наиболее широко применяемое топливо для тяжёлых ракет военного и космического назначения.
  - В ракетомоделизме получило широкое распространение самодельное смесевое топливо на основе нитрата калия и органических связующих, доступных в быту (сорбит, сахар и тому подобных).
- Известны ракетные двигатели, где горючее является твёрдым топливом, а окислитель жидким веществом и подаётся в камеру сгорания насосами по трубопроводам. Достоинствами такого топлива являются возможность управления тягой двигателя, достижение более высоких температур сгорания за счёт охлаждения камеры жидким окислителем. Такие ракетные двигатели являются промежуточными между ЖРД и РДТТ[3].

Топливо РДТТ американских межконтинентальных ракет состояло из смеси на основе перхлората аммония в качестве окислителя и горючего полиуретана с алюминием (первая ступень) с присадками (связующего НТРВ (англ. Hydroxyl Terminated Poly Butadien — полибутадиена с концевой гидроксильной группой), улучшающими стабильность скорости горения, формование и хранения заряда и смесью на основе перхлората аммония в качестве окислителя и горючего полиуретана в смеси с сополимером полибутадиена и акриловой кислоты (вторая ступень).